# Liste der Bodendenkmale in Ahlden (Aller)
In der Liste der Bodendenkmale in Ahlden sind alle Bodendenkmale der niedersächsischen Gemeinde Ahlden (Aller) aufgelistet. Die Quelle ist der Denkmalatlas Niedersachsen. Der Stand der Liste ist der 25. September 2024.

## Allgemein
In den Spalten finden sich folgende Informationen des Bodendenkmales :
- Lage        : geographische Koordinaten
- Bezeichnung : Bezeichnung lt. Denkmalatlas
- Beschreibung: Beschreibung lt. Denkmalatlas
- ID          : Objekt-ID
- Bild        : Bild, ggf. zusätzlich mit Link zu weiteren Fotos im Medienarchiv Wikimedia Commons.

## Ahlden
| Lage                        | Bezeichnung             | Beschreibung | ID       | Bild           |
| --------------------------- | ----------------------- | --- | -------- | -------------- |
| 52° 45′ 41″ N, 9° 33′ 35″ O | Ahlden 6, Bunkenburg    | Die Bunkenburg ist auf Karten des 18. und 19. Jhs. detailliert eingezeichnet. Sie beschreibt ein in Nord-Süd-Richtung ausgerichtetes Oval von ca. 100 × 150 m Größe. Von seiner Westseite führte ein Weg zu einer Leinebrücke. An der Stelle, an der dieser auf den Wall traf, war der Wall erweitert. Hier das sogenannte Brauhaus. Dieses zweistöckige Fachwerkgebäude auf hohem Steinsockel ist in jüngerer Zeit stark verändert worden. | 34822662 | Weitere Bilder |
| 52° 45′ 33″ N, 9° 33′ 28″ O | Ahlden 8, Schloß Ahlden | Die spätmittelalterliche Burg dürfte wie das spätere Schloss Ahlden eine fast quadratische Gestalt besessen haben. Wahrscheinlich diente für sie Raseneisenstein als Baumaterial, der in den späteren Bauten wieder verwendet wurde. In einer Beschreibung von 1667 heißt es, dass das Schloss von einem Wall und zwei Gräben umgeben sei, von denen der äußere mit der Leine verbunden sei. In der Vierflügelanlage ist der dreistöckige Westflügel Wohn- und Repräsentationsaufgaben vorbehalten. Im nicht mit den übrigen Gebäuden verbundenen Südflügel befand sich das Back- und Brauhaus und die Wohnung des Amtsschreibers. Der Nordflügel beherbergte die Küche und Gesindewohnräume. | 34822736 | Weitere Bilder |

## Eilte
| Lage                        | Bezeichnung                | Beschreibung | ID       | Bild |
| --------------------------- | -------------------------- | --- | -------- | ---- |
| 52° 45′ 42″ N, 9° 29′ 42″ O | Eilte 9, Burg              | Von der ursprünglichen Burganlage ist nur noch der westliche Teil des quadratischen Wassergrabens von ca. 80 m Seitenlänge erhalten, der im 19. Jh. noch vollständig vorhanden war. Die frühere Existenz eines Walles ist überliefert. Die ursprüngliche Bebauung ist 1813 bei einem Großfeuer im Dorf zerstört worden. Das heutige Gutshaus wurde 1815 auf dem Gewölbekeller des Vorgängerbaus errichtet. Es besteht aus einem einstöckigen Fachwerkgebäude mit Krüppelwalmdach auf hohem Feldsteinsockel. | 34822266 |      |
| 52° 43′ 47″ N, 9° 27′ 53″ O | Eilte 23, Umwallung/Gehege | Durchmesser der Gesamtanlage ca. 45 – 50 m. Ringförmiger Wall mit außen vorgelagertem Graben. Wallbreite 2 – 3 m, Höhe 0,3 – 0,5 m. Grabenbreite ca. 2 m; Tiefe ca. 0,3 m. | 34822242 | BW   |
| 52° 43′ 46″ N, 9° 27′ 51″ O | Eilte 23, Umwallung/Gehege | | 36980324 | BW   |